# قرار مجلس الأمن التابع للأمم المتحدة رقم 457
قرار مجلس الأمن التابع للأمم المتحدة رقم 457، الذي تم تبنيه بالإجماع في 4 ديسمبر 1979، عالج أزمة الرهائن الإيرانية المستمرة. وبعد الإعراب عن القلق من مستوى التوترات بين إيران والولايات المتحدة كتهديد محتمل للأمن الدولي، دعا المجلس إيران إلى الإفراج الفوري عن الرهائن المحتجزين في السفارة الأمريكية في طهران والسماح لهم بمغادرة البلاد. وذكّر القرار جميع الدول الأعضاء باحترام اتفاقية فيينا للعلاقات الدبلوماسية واتفاقية فيينا للعلاقات القنصلية، التي حثت الدول على احترام حرمة الموظفين الدبلوماسيين ومباني بعثاتها الدبلوماسية.
ثم دعا المجلس كلا البلدين إلى تسوية الخلافات بينهما وممارسة أقصى درجات ضبط النفس في ظل الأوضاع السائدة.